# Normann (Adelsgeschlecht)

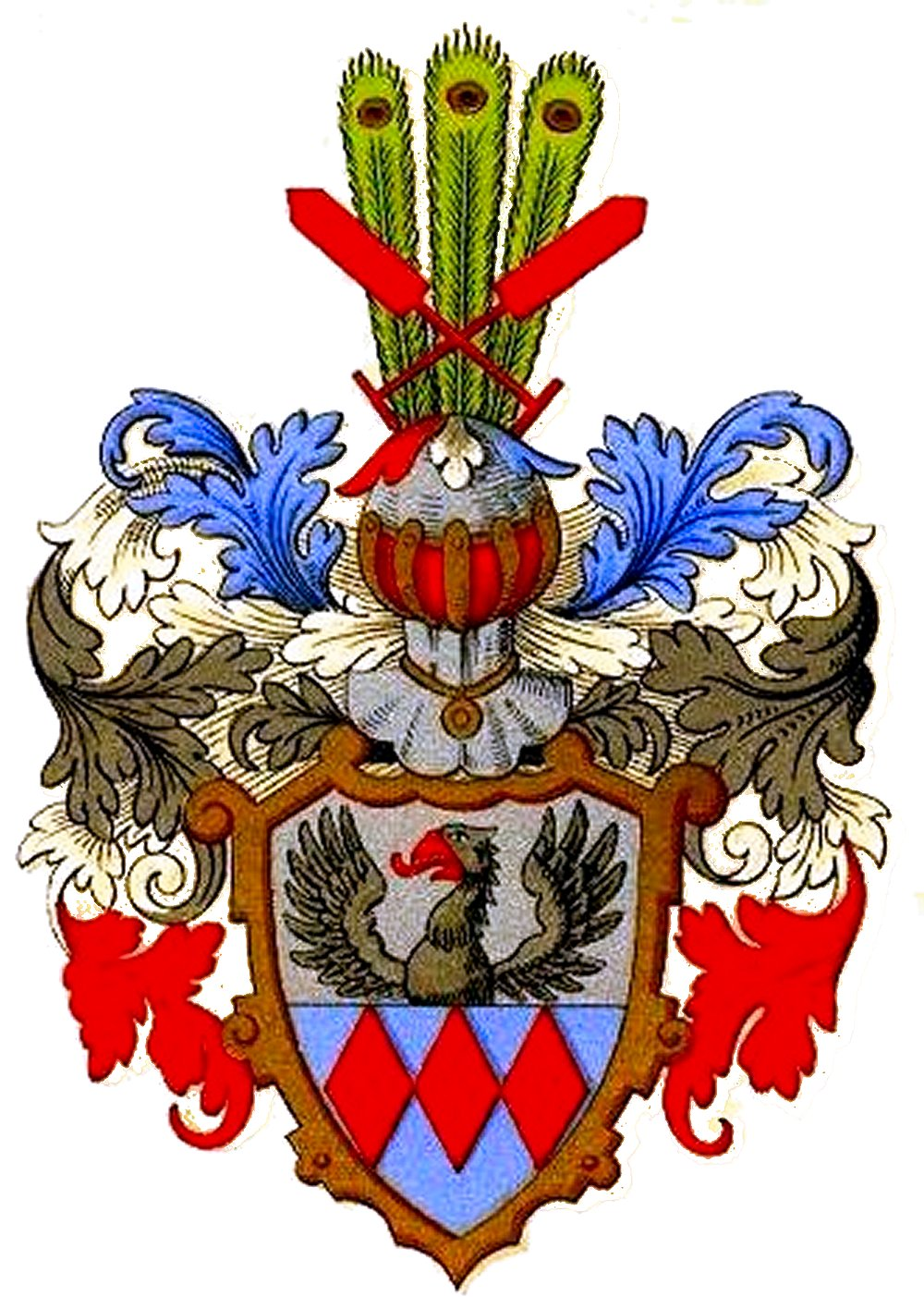
Stammwappen derer von Normann

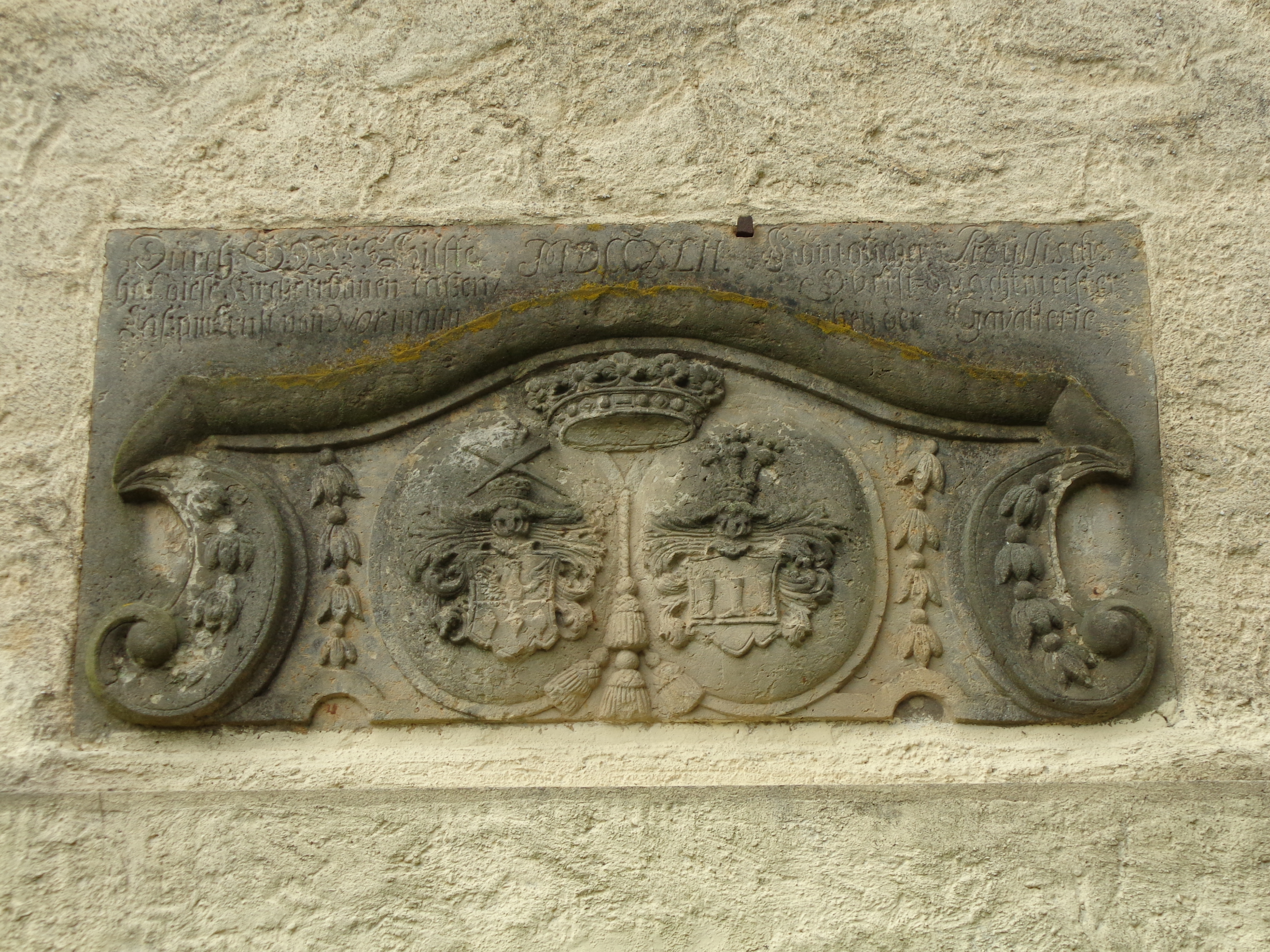
Allianzwappen der Familien von Normann und von Barfuß über dem Westeingang der Dorfkirche Illmersdorf Lausitz (2016)

Die Familie von Normann ist ein altes pommersch-rügisches Adelsgeschlecht, das erstmals im 13. Jahrhundert im Fürstentum Rügen erwähnt wurde.

## Geschichte
Das Geschlecht erscheint urkundlich erstmals 1316 mit Thesemer, Henneke und Thesdart Norman und teilte sich dann in sieben Stämme. Auf der Insel Rügen hatte die Familie Besitzungen in den Orten Dubkevitz, Helle, Liddow, Lebbin, Tribbevitz, Jarnitz, Tribberatz und Poppelvitz. Im Laufe der Zeit kamen weitere Besitze auf dem vorpommerschen Festland dazu, wie Mocker und Thurow, sowie Gnatzkow bei Greifswald.
1556 war ein Heinrich von Normann Statthalter des Camminer Stiftes. Die Familie stellte zahlreiche Landvögte auf Rügen. Melchior von Normann war Erster Rat des Herzogs Ernst Ludwig von Pommern-Wolgast und regierte mit unbeschränkter Vollmacht.
Die Linie auf Gnatzkow bei Greifswald endete 1679 mit der letzten Erbin Maria Lucretia von Normann, die Christoph von Bohlen heiratete und damit ging das vorpommersche Gut an die Familie von Bohlen über und erhielt nach Carl Behrend von Bohlen mit dem Bau des Herrenhauses von um 1773 den Namen Gut Carlsburg. In Hessen und Nassau bildete sich zeitgleich eine freiherrliche Linie mit Hofbeamten und Offizieren heraus.
Es gründeten sich Linien der Familie in Schweden und Dänemark sowie in Schlesien und Württemberg. Aus dem Haus Dubnitz kamen die Besitzer des Rittergutes Illmersdorf bei Drebkau in der Lausitz, die über Generationen diese Begüterung betreute. Mehrere Angehörige der in den brandenburgisch-preußischen Provinzen begüterten Linien waren in preußischen Militärdiensten. Karl Ludwig von Normann erlangte unter König Friedrich II. und Georg Balthasar von Normann unter Friedrich Wilhelm II. den Rang eines Generalmajors. Letzterer adoptierte seinen Neffen, welcher die Familie von Kahlden-Normann begründete. Die Württemberger Linie gelangte 1806 unter dem Namen von Normann-Ehrenfels in den Grafenstand. Sie war bereits seit 1803 mit Ehrenfels, ehemals Besitz des im 14. Jahrhundert erloschenen gleichnamigen Geschlechts, dann Sommersitz der Reichsäbte zu Zwiefalten, belehnt.
Im Einschreibebuch des Klosters Dobbertin befindet sich 1799 eine Eintragung von Normann auf Diestelow zur Aufnahme in das adelige Damenstift im Kloster Dobbertin; ob die eingetragene Agnatin später Konventualin wurde, bedarf noch einer validen Überprüfung.
1793, 1794 und 1798 waren Adelslegitimationen unter Beilegung des väterlichen Wappens für insgesamt acht uneheliche Nachkommen des Uradelsgeschlechts erfolgt, aber teils nur in den Ausgaben des Briefadels in den Gothaischen Genealogischen Taschenbüchern publiziert.
Der schwarzburg-rudolstädtische Oberjägermeister Anton Adam Ludwig von Holleben (1711–1782) erhielt durch die Ehe mit seiner zweiten Ehefrau (1747) Sophie Margarethe von Normann (1728–1803) 1756 die vorpommerschen Rittergüter Leistenow, Buschmühl und Gatschow (Gnatzkau). Er selbst kaufte 1760–69 die Rittergüter Helschdorf, Köditz (Koditz) und Fröbitz (Ferbitz) und bildete daraus ein Majorat. Daher erfolgte die Namensvereinigung als von Holleben genannt (von) Normann bzw. von Holleben-Normann. Die Namensvereinigung stand dem jeweiligen Fideikommissherrn auf Köditz zu und erlosch mit dem sächsischen Generalleutnant Anton von Holleben genannt von Normann (1854–1926), der das Fideikommiss 1924 auflöste und Köditz mit Fröbitz an seine Tochter Helene (* 1890) übertrug. Sie war seit 1911 mit dem sächsischen Major Hans Freiherr von Schaumberg (1876–1934) verheiratet und führte laut Verfügung des sächsischen Ministers des Inneren seit 1927 den Namen Freifrau von Schaumberg-Normann. Der Besitz von Köditz mit Fröbitz wurde in Folge des Zweiten Weltkrieges enteignet.
Zu Beginn des 20. Jahrhunderts gab es noch drei genealogische Stämme mit vielen Nebenzweigen der alten uradeligen Familie, an traditionsreichen Grundbesitz war wenig zu konstatieren. 1902 und 1939 sind im alten Stammland Pommern noch das Rittergut Barkow im Kreis Greifenberg als Besitztum mit 610 ha des M. d. R. Oberstleutnant Oskar von Normann-Barkow und dann dessen Sohnes Rittmeister a. D. Philipp von Normann (1887–1945) nachweisbar.

### Briefadelige von Normann
Oskar Normann (1833–1914), preußischer Oberstleutnant, erhielt 1893 den preußischen Adelsstand als von Normann-Loshausen, unter Bewilligung der Weiterführung des bislang geführten Stammwappens der rügenschen von Normann. Seine Stammreihe konnte er auf den 1705 in Stockholm geborenen Knut Normann († 1789), Bürger in Kassel, zurückverfolgen. 1891 hatte er Schloss, Park und Wald von Loshausen erworben (119 Hektar Äcker und Gärten, 45 Hektar Wiesen und 151 Hektar Wald) und ließ das alte Herrenhaus abbrechen. An seiner Stelle wurde ein Basaltgebäude errichtet. Bis 1924 war das Gut in Familienbesitz, dann wurde es verkauft. 1908 war die Mildenburg durch Kauf in Besitz gekommen. Die Anlage des Burghofes im Stil der Burgenromantik des 19. Jahrhunderts sowie umfangreiche Umbau- und Modernisierungsmaßnahmen der Innenräume folgten. 1943–1979 war die Burg in Besitz der Normann-Loshausenschen Erben, der Familie Bock von Wülfingen, dann erwarb die Stadt Miltenberg den Gebäudekomplex. Oskars Sohn Adolf von Normann-Loshausen (1864–1927) war preußischer Generalmajor und Kommandeur der 18. Kavallerie-Brigade während des Ersten Weltkriegs.
Bereits 1838 hatte Alexander Normann aus Gera, Rittmeister und Adjutant des gothaischen Prinzen Ferdinand, unter anderem Wappen den sachsen-coburg-gothaischen Adels- und Freiherrenstand erhalten.
1863 hatte der Berliner Bankier Siegfried Normann (1802–1874) aus einer jüdischen Danziger Familie, getauft 1861, unter anderem Wappen den preußischen Adel erlangt. Aus seiner Ehe mit Karoline Wulff-Levin genannt Halle stammte eine Tochter Marie Philippine (1835–1896), deren Gatte Erik von Witzleben (1827–1866) als preußischer Hauptmann und Kompaniechef im Kaiser Franz Garde-Grenadier-Regiment Nr. 2 in der Schlacht bei Trautenau fiel. Ihre Söhne Erik (1855–1931; Oberstleutnant) und Kurt von Witzleben (1857–1931; Kammerherr) erhielten 1876 die preußische Erlaubnis zur Namen- und Wappenvereinigung von Witzleben-Normann.

## Wappen
Das Stammwappen zeigt im geteilten Schild oben in Silber einen wachsenden schwarzen Adler, unten in Blau drei nebeneinander stehende rote Wecken. Auf dem Helm mit rot-silbernen (auch rot-silbern-blau-silbern-schwarz-silbern-rot-silbernen) Decken vor einem natürlichen Pfauenwedel zwei aufwärts geschrägte goldene (oder auch rote) Ruder.
Das Grafenwappen Normann-Ehrenfels erweiterte das Stammwappen neben den gräflichen Prunkstücken mit dem Wappen der erloschenen Ehrenfelser, in Blau drei Schräglinksbalken direkt nebeneinander, die beiden äußeren rot, der mittlere golden.

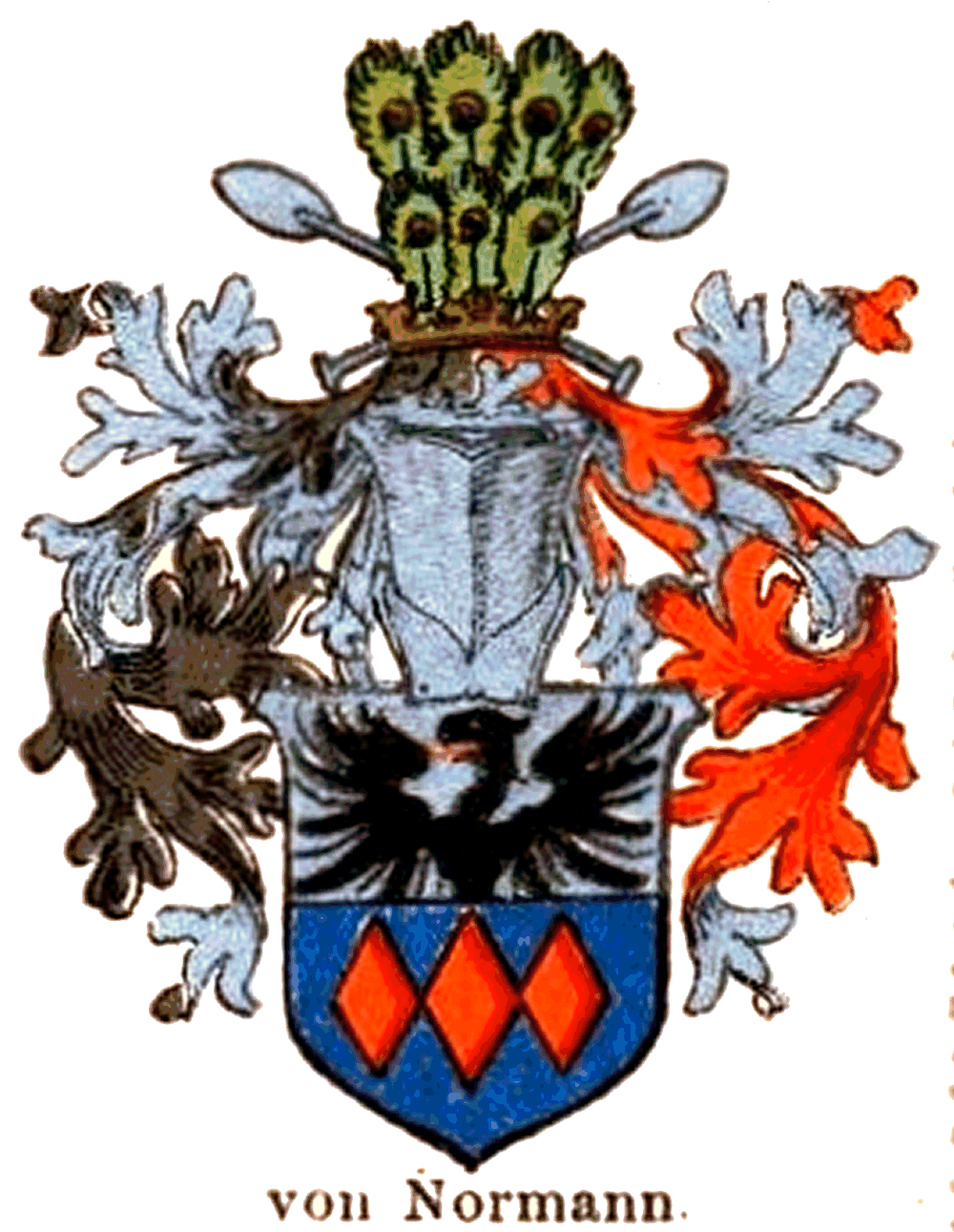
Variante des Stammwappens der Normann
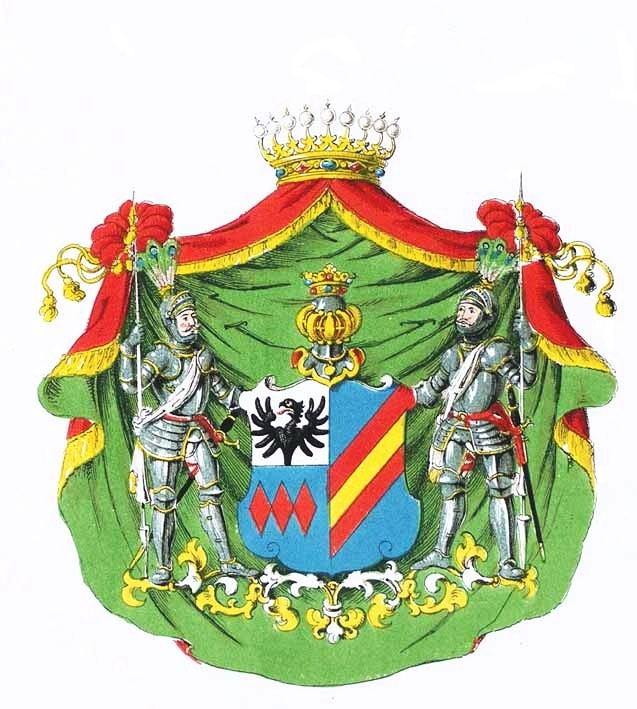
Wappen der Grafen von Normann-Ehrenfels

## Bekannte Familienmitglieder
- Adolf von Normann-Loshausen (1864–1927), preußischer Generalmajor
- Axel von Normann (1760–1835), preußischer Generalmajor
- Ernst Christoph von Normann (1717–1770), österreichischer Generalmajor, Ritter des Maria-Theresia-Ordens
- Friedrich Wilhelm von Normann (1771–1829), Gutsbesitzer und Landrat des Kreises Cottbus[24]
- Friedrich von Normann-Ehrenfels (1787–1834), württembergischer Kammerherr, Hof- und Finanzrat
- Georg Balthasar von Normann (1721–1795), preußischer Generalmajor
- Hans von Normann (1880–1918), deutscher Verwaltungsbeamter
- Hans-Henning von Normann (* 1903), Bundesanwalt
- Heinrich von Normann, 1548 pommerscher Gesandter am Kaiserlichen Hof und 1557 herzoglicher Statthalter des Bistums Cammin
- Heinrich von Normann (1847–1934), preußischer Generalleutnant
- Johann Christian von Normann (1733–1802), preußischer Landrat
- Johann Friedrich von Normann (1734–1798), preußischer Generalmajor
- Karl von Normann (1827–1888), preußischer Hofmarschall
- Karl Ludwig von Normann (1705–1780), preußischer Generalmajor
- Karl von Normann-Ehrenfels (Karl Friedrich Leberecht von Normann-Ehrenfels; 1784–1822), württembergischer Generalmajor, Philhellene
- Karl August Friedrich von Normann-Ehrenfels (1783–1824), württembergischer Kammerherr
- Klaus von Normann (* 1935), Ministerialrat
- Leopold von Normann (* 1851; † nach 1913),[25] ghzgl. hess. Generalmajor[26]
- Matthäus von Normann, deutscher Jurist; von 1554 bis 1569 Landvogt auf Rügen
- Melchior von Normann, herzoglicher Rat und Minister, Günstling des Herzogs Ernst Ludwig von Pommern-Wolgast
- Oskar von Normann (1844–1912), Oberstleutnant a. D., auf Barkow, Mitglied[27] des Deutschen Reichstags
- Otto von Normann (1853–1928), preußischer Generalleutnant
- Philipp Christian von Normann-Ehrenfels (1756–1817), deutscher Jurist, Staatsminister des Königreichs Württemberg
- Rudolf von Normann (1806–1882), deutscher Maler, Zeichner, Lithograph und Bühnenbildner